# Кувшиново (Омская область)
Кувшиново — исчезнувшая деревня в Москаленском районе Омской области. Входила в состав Тумановского сельского поселения. Упразднена в 1999 г.

## География
Располагалась у северного края болота Кувшиновского, в 6 км к юго-западу от села Тумановка.

## История
Основана в 1924 г. В 1928 году хутор Кувшиново состоял из 20 хозяйств. Центр Кувшиновского сельсовета Москаленского района Омского округа Сибирского края.

## Население
По переписи 1926 г. в хуторе проживало 101 человек (47 мужчин и 54 женщины), основное население — русские

## Хозяйство
По данным на 1991 г. деревня являлась участком колхоза «Заветы Ильича».